# Furnicoși
Furnicoși – wieś w Rumunii, w okręgu Ardżesz, w gminie Mihăești. W 2011 roku liczyła 891 mieszkańców.